# Senatore di Milano
Senatore (noto anche come Senatore da Settala) (... – Milano, 475) è stato arcivescovo di Milano dal 472 alla sua morte.
Qui vicit trabeas solium cinctumque Gabinum
Consulibus praestans ecce Senator adest:
Ingenium velox, sermonis cura rotundi,
Virtutum pretium, forma pudicitiae,
Abdita librorum, mysteria clausa prophetae
Qui dedit in lucem schemate quo voluit.
Orbis ad extremi missus secreta verendis
Curavit studiis quod fuerat lacerum.
Tunc oriens victum peregrino lumine fassus,
Haesit ad aspectum lampadis alterius.
(M.G.H., a.a. VII, p. 166)

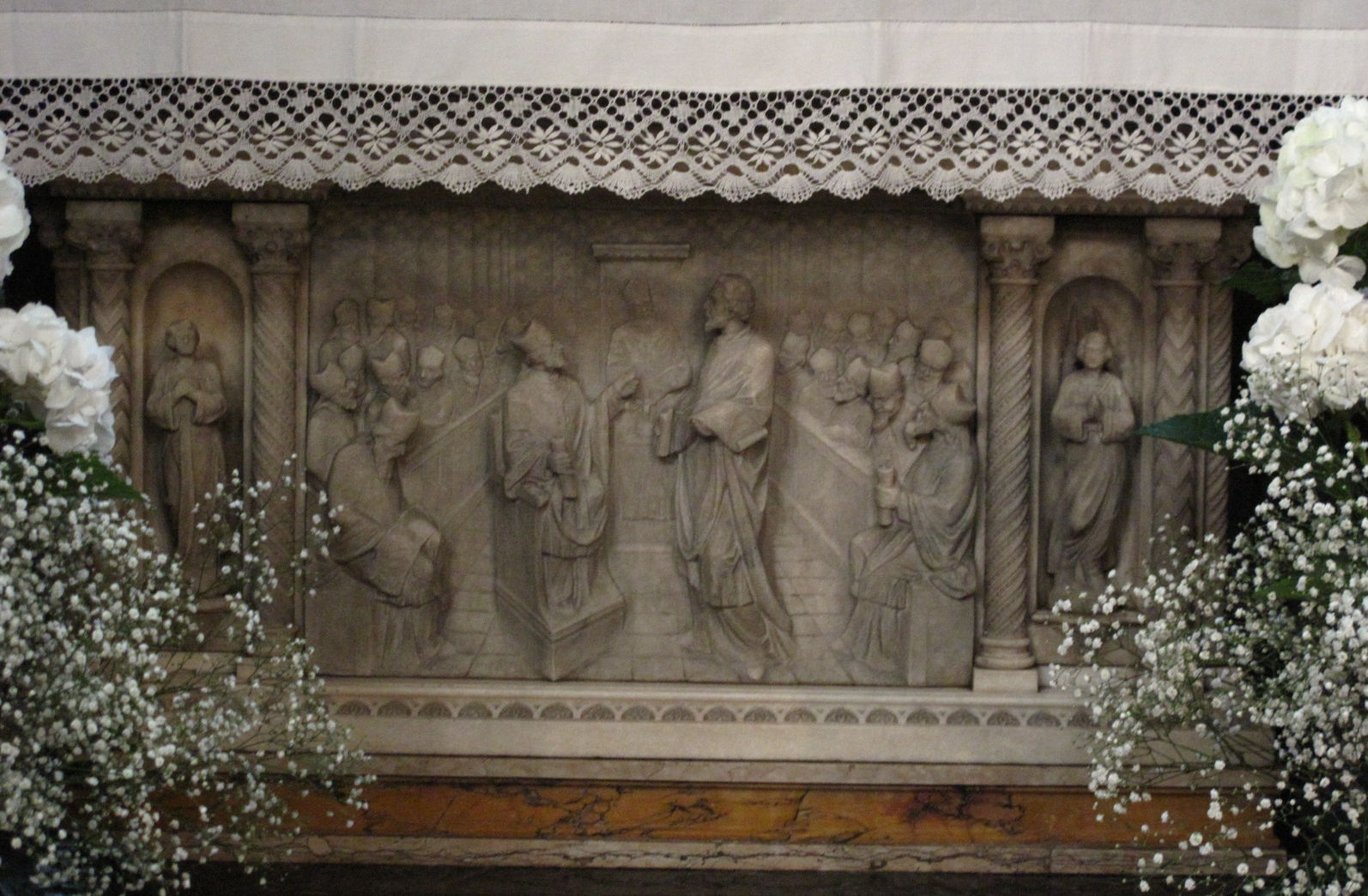
Urna funeraria di San Senatore (Cesare da Briosco, XVII secolo), basilica di Sant'Eufemia.

È venerato come santo dalla Chiesa cattolica che lo ricorda il 29 maggio nel martirologio romano con queste parole: «A Milano, san Senatore, vescovo, che, ancora sacerdote, il papa san Leone Magno aveva mandato come legato a Costantinopoli».

## Biografia
Il vescovo Senatore di Milano, di cui non si hanno notizie storiche coeve, è identificato con il presbitero omonimo, storicamente documentato tra il 450 ed il 451.
Nell'estate del 450, il presbitero milanese Senatore fece parte di una delegazione, composta dai vescovi Abbondio di Como e Eterio di Capua e dal sacerdote napoletano Basilio, inviata a Costantinopoli da papa Leone I, con una lettera, datata 16 luglio 450, per l'imperatore Teodosio II, per verificare l'ortodossia del nuovo patriarca Anatolio, eletto dopo la deposizione e la morte di Flaviano. Senatore è in particolare latore di altre due lettere, entrambe datate 16 luglio, per l'imperatrice Pulcheria e per gli archimandriti e i sacerdoti rimasti fedeli a Flaviano.
La delegazione dovette arrivare nella capitale imperiale prima del 13 settembre, perché a questa data il papa, in una lettera all'archimandrita Martino, spera che i suoi legati siano felicemente arrivati a Costantinopoli. Il 21 ottobre Senatore e gli altri delegati romani presero parte al sinodo indetto dal patriarca Anatolio nel battistero di Santa Sofia, dove furono presenti tutti i vescovi che si erano rifiutati di sottoscrivere gli atti del latrocinium Ephesinum del 449. La delegazione romana ottenne dal nuovo patriarca e da tutti i membri del sinodo la loro adesione all'ortodossia e la condanna di Eutiche e di Nestorio.
La delegazione occidentale fu ricevuta, prima del 22 novembre, dall'imperatore Marciano, il quale convocò un'assemblea generale di tutti i vescovi per la riconciliazione tra quelli che avevano sottoscritto gli atti di Efeso del 449 e quelli che invece avevano rifiutato di farlo. Come testimonia una lettera del papa all'imperatore, scritta il 13 aprile 451, la delegazione aveva fatto rapporto a Roma della sua missione in Oriente. I delegati ritornarono in Italia prima del 9 giugno 451, perché a questa data Leone I scrive a Marciano annunciando l'arrivo dei delegati e ringraziando l'imperatore per i suoi interventi e per l'esito positivo di tutta la faccenda.
Senatore e il vescovo Abbondio furono incaricati di recapitare al vescovo Eusebio di Milano una lettera del papa, oggi perduta, dove si informava il prelato milanese del successo della missione in Oriente e lo si invitava a comunicare ai vescovi della sua provincia ecclesiastica il rapporto dettagliato della missione. Eusebio, nell'estate del 451, convocò un concilio, presumibilmente a Milano, durante il quale venne ricordata la missione a Costantinopoli di Senatore e Abbondio.
A Senatore è dedicato uno dei Carmina di Magno Felice Ennodio, scritti prima del 521, nel quale il vescovo milanese, beatissimus vir, è celebrato per la missione che ebbe a svolgere in Oriente, per le sue virtù e per le sue capacità oratorie; il vescovo di Pavia gli attribuisce anche il commento di un libro dell'Antico Testamento.
Secondo un antico Catalogus archiepiscoporum Mediolanensium,  l'episcopato di Senatore si colloca tra quelli di Benigno e di Teodoro I, documentati come vescovi milanesi dopo il 451 e prima del 489. Il medesimo catalogus gli assegna 3 anni di governo e lo dice sepolto il 29 maggio nella basilica di Sant'Eufemia. Tradizionalmente il suo episcopato è assegnato agli anni 472-475, oppure agli anni 477-480.

## Tradizione e culto
Tradizioni successive, risalenti al periodo medievale, associano il vescovo Senatore alla Septaliae gentis o Septaliorum familiae e lo dicono canonizzato da papa Anastasio II (496-498). Entrambe queste tradizioni erano già messe in dubbio dai Bollandisti, nella prima edizione degli Acta Sanctorum nel 1739. Secondo Baronio, Senatore sarebbe stato un presbitero romano.
A Senatore viene attribuita l'edificazione della basilica di Sant'Eufemia, santa di cui avrebbe visitato il sepolcro durante il suo soggiorno a Costantinopoli. Alcune tradizioni, non compravate storicamente, riferiscono che Senatore fu tra i partecipanti del concilio di Calcedonia, celebratosi nella chiesa di Calcedonia dedicata a sant'Eufemia (autunno del 451), dove avrebbe assistito all'intervento miracoloso della santa che pose fine ai lavori conciliari: infatti, si racconta che ai piedi della sua tomba furono poste due pergamene, contenenti la teoria di Eutiche e quella ortodossa; l'indomani, aperta la tomba, si scoprì che la santa teneva la pergamena con la dottrina eutichiana nella mano sinistra, associata al diavolo. Sempre secondo la tradizione, Senatore avrebbe portato con sé da Calcedonia una reliquia della santa.
La festa di san Senatore veniva celebrata il 29 maggio, giorno che poi fu spostato al 28 maggio per la concomitante festa dei santi Sisinnio, Martirio e Alessandro. In altri testi liturgici milanesi, la sua festa ricorreva al 30 maggio. Con la riforma del calendario dei santi e del martirologio, operata dopo il concilio Vaticano II, la sua celebrazione è stata fissata nuovamente al 29 maggio.